# Eudontomyzon morii
Eudontomyzon morii – gatunek pasożytniczego bezżuchwowca z rodziny minogowatych (Petromyzontidae).

## Zasięg występowania
Wsch. Azja, dorzecze rzeki Jalu na pograniczu Chińsko – Koreańskim.

## Budowa ciała
Osiąga 15,5 – 29 (średnio 20) cm długości i 6 – 10 g masy. Wzdłuż ciała 68 – 74 miomery. Procentowe proporcje poszczególnych części ciała są następujące: odcinek przedskrzelowy 11,7 – 13% długości całkowitej, odcinek skrzelowy 8,7 – 10,2%, tułów 47 – 47,5%, ogon 29,8 – 30,4%, otwór kloaczny 1,2 – 1,7%, oko 1,2 – 1,7%, odcinek przednosowy 6,7 – 7,5%, pysk 7,6 – 8,7%. Średnica jelita wynosi 3 – 4 mm. Płetwa ogonowa ma kształt łopatkowaty.
Linia boczna nie jest pigmentowana. Płetwa ogonowa średnio bądź silnie wybarwiona.

## Biologia i ekologia

### Tryb życia
Gatunek słodkowodny. Zimę spędza w norach wygrzebanych w podłożu.

### Odżywianie
Osobniki dorosłe pasożytują na różnych gatunkach ryb.

### Rozród
Jedna samica składa od 14 do 20 tys. ziaren ikry.